# 1941年3月13日月食
1941年3月13日月食为一次在协调世界时1941年3月13日出現的月偏食。該次月食半影食分為1.322、全影食分為0.328。偏食維持了60分。

## 概述
這次月食的食分是11.52，偏食維持了60分。

## 基本參數
- 類型：月偏食
- 食甚資料：
  - 日期：1941年3月13日
  - 時間：11:55
  - 月球位置：赤經11.52度、赤緯2.2度
  - 食分：半影食分：1.322、全影食分：0.328
  - 持續時間：偏食60分

## 外部連結
- NASA月食專頁（页面存档备份，存于）（英文）